# Västerbjers
Västerbjers är en gropkeramisk boplats med gravfält i Gothems socken på Gotland. Gravfältet, som är Skandinaviens största jordgravfält från yngre stenåldern, har givit ett rikt fyndmaterial, som vittnar om en omfattande handel och förbindelser med omvärlden hos de jägare som bodde där.
Bland annat har kontakterna med den svenska stridsyxekulturen varit livliga. Gravgåvorna består i huvudsak av flintyxor, harpuner, vildsvinsbetar, prylar och nålar samt långsmala pilspetsar.
Gravfältet kan dateras till slutet av den mellanneolitiska tiden, ca 2800 –2300 f. Kr.